# 郵便局 (企業)
郵便局株式会社（ゆうびんきょく、英語: Japan Post Network Co.,Ltd.）は、過去に日本国内で郵便局を運営していた実質的な国有企業である。2012年（平成24年）10月1日付で郵便事業株式会社を吸収合併し、商号を日本郵便株式会社に変更した。
通称は「郵便局会社」、愛称は「JP 郵便局」（英通称はJP NETWORK）。コーポレートカラーは「ゆうびんきょくオレンジ」。

## 概要
2005年（平成17年）10月21日に公布された郵政民営化関連6法の中の郵便局株式会社法で規定されていた、郵便局および郵便窓口業務を活用して行う地域住民の利便の増進に資する業務を営むことを目的とする株式会社（特殊会社）として2007年（平成19年）10月1日に設立され、旧日本郵政公社から主に郵便局や社宅の施設運営および所要の施設・職員等を承継し営業を開始。
発足時点では日本のコンビニエンスストア最大手・セブン-イレブン店舗数の約2倍、約24,600店舗（局）を持つ日本最大の店舗網ができた。郵便事業・ゆうちょ銀行・かんぽ生命保険といった日本郵政グループの他事業会社に比べ、従業員数に占める管理職の割合が高く、全従業員（11万8000人）の5人に1人が郵便局長であった。
初代の最高経営責任者（CEO）兼会長にイトーヨーカ堂執行役員物流部長の川茂夫、最高執行責任者（COO）兼社長にスミセイ損害保険社長の寺阪元之が就任した。2009年（平成21年）11月18日付で、寺阪に代わり、寺阪と同じ住友生命保険出身でスミセイビルマネージメントの会長であった永富晶が社長に就任、同年12月1日付で、ゆうちょ銀行代表執行役会長に転出した川と入れ替わる形で、三菱商事出身の古川洽次が代表取締役会長に就任した。
第180回国会で成立した「郵政民営化法等の一部を改正する等の法律」（平成24年法律第30号）の規定により、2012年（平成24年）10月1日付で郵便事業株式会社を吸収合併し、商号を日本郵便株式会社と改めた。

## 事業内容
郵便事業・ゆうちょ銀行・かんぽ生命保険・独立行政法人郵便貯金・簡易生命保険管理機構より委託を受け、郵便局の窓口及び渉外社員により、郵便・貯金・保険の商品の販売やサービスの提供に加え、各種取次業務・損害保険や生命保険の販売などの新サービスの販売・提供をする。委託元会社から支払われる委託手数料や新サービスの媒介による手数料や売上収入が郵便局会社の収益源となっている。製販分離・収益源は手数料収入といったこれまでにないビジネスモデルを構築していた。
委託手数料の比率はゆうちょ銀行が3に対し、かんぽ生命が2、郵便事業会社が1であり郵便局会社の手数料収益の半分はゆうちょ銀行が占めていた。
2008年（平成20年）10月に東京都目黒区の旧日本郵政公社社宅跡地（現在は郵便局会社が所有）に郵便局会社と三井不動産レジデンシャルとの共同事業による分譲マンション事業を展開することが発表された。

## 沿革
- 2007年（平成19年）
  - 10月1日 - 郵政民営化と同時に設立。
  - 10月26日 - 過疎地で深刻な簡易郵便局の閉鎖を減らすため、東日本旅客鉄道（JR東日本）の無人駅に簡易郵便局を併設する計画を表明。
  - 12月25日 - 閉鎖された簡易郵便局の代替措置として、マイクロバスを改造した移動郵便局「ポスクル」を試験的に運行開始。
- 2008年（平成20年）7月22日 - 東京中央郵便局仮庁舎内に貯金窓口を設置し、銀行代理店業を開始。これは、東京中央局に同居していたゆうちょ銀行本店が独立した仮拠点を別途設置したことに起因する処置。
- 2012年（平成24年）10月1日 - 郵便局株式会社が郵便事業株式会社を吸収合併し、商号を日本郵便株式会社と変更。

## 郵便局の組織
渉外社員配置郵便局では、民営化以前は郵便課・貯金課・保険課（局によっては貯金保険課）といった組織となっていたが民営化以降、窓口社員と貯金関係渉外社員を営業部、保険関係渉外社員をお客さまサービス部と改組された。

### 渉外
民営化以前は郵便貯金・簡易保険の営業・集金などの渉外業務は「郵政外務職員」という採用区分の国家公務員（簡易保険ではセールスパーソンという愛称があった）が担っており、地方の普通集配局では郵便の集配も兼務するケースがあったが、郵政民営化の分社化により集配と貯金・保険の渉外業務の兼務は不可能となった。
郵便の集配業務は郵便事業、ゆうちょ銀行直営店併設局ではゆうちょ銀行が貯金の渉外業務を担当する事になり、左記に該当しない外務職員がゆうちょ銀行・かんぽ生命代理店の郵便局会社に渉外社員として引き継がれた。かんぽ生命の支店併設局については、個人向けは郵便局会社の渉外社員、法人向けはかんぽ生命の営業社員が担当。

## 窓口サービス

### 郵便
郵政民営化以降も引き続き、切手やはがき、収入印紙の売りさばき、郵便物やゆうパック等の引受を行っていた。ただし、不在通知書による郵便物の引き取りは郵便局の窓口ではなく、ゆうゆう窓口（郵便事業）で取り扱う。はがきや切手類の交換は郵便局会社の窓口のみで取扱うため、一部の例外を除きゆうゆう窓口では取り扱わない。

### 貯金
ゆうちょ銀行および独立行政法人郵便貯金・簡易生命保険管理機構の銀行代理店として、通常貯金や為替・振替等の銀行代理業務と国債や投資信託・変額年金の販売等を行う金融商品仲介業務を行う。その結果、郵便局の窓口で従前通りの金融サービスを受けることができる。
ただし、ゆうちょ銀行直営店が併設されている郵便局では貯金（銀行代理店）業務は取り扱わない。
また、ゆうちょ銀行直営店が併設されていない中央郵便局クラスの貯金窓口など、一部拠点では外貨両替・外国為替の取り扱い、トラベラーズチェックの販売・買取も手がけており、外貨両替商でもある。

### 保険
郵便局では、かんぽ生命保険および独立行政法人郵便貯金・簡易生命保険管理機構の代理店として、保険商品の販売や保険金請求・各種手続きといったアフターサービスを郵便局の保険窓口で受けることができる。郵便貯金・簡易生命保険管理機構に承継された簡易保険契約についても、代理店として保険金請求・各種手続きも従前通り受け付けている。
民営化以前より、バイク自賠責保険の募集も保険窓口で行っている。
一部の郵便局ではかんぽ生命以外の生命保険代理店業務・損害保険代理店業務も行っている。なお、変額年金保険は銀行窓販商品として貯金窓口あるいはゆうちょ銀行の担当である。

### 物販事業
封筒などのレターセットや文房具など、郵便事業の商品とは直接的に関与しない商品の販売や、PSC（現郵便局物販サービス）から継承したカタログ販売の取り扱いを行っている。なお、民営化に伴い、収入印紙の販売についても、郵便事業の扱いではなく、郵便局会社の物販の扱いとなっている（販売業務は郵便窓口が担当する）。
また、一部の郵便局で行われている宝くじの受託販売は民営化前は郵便貯金の窓口が担当してきたが、民営化後は物販の扱いとなり、郵便窓口が対応する。
「郵便局のお取次ぎ」サービスは物販事業の扱いとなっている。

## 民営化後の新たなサービス

### カタログ類の設置による通信販売
- 郵便局で各地の名産品の郵便振替払込票付きのチラシ・カタログを配布して購入者と販売者を媒介する形態の通信販売である「ふるさと小包」は、民営化以前は「（旧）財団法人ポスタルサービスセンター（PSC）」がカタログの制作などを請け負っていたが、民営化後は郵便局会社がPSCより運営を引継いだ（郵便局株式会社カタログ販売センターおよび株式会社郵便局物販サービス）。PSC以外のいわゆる「郵政ファミリー企業」や百貨店など小売店がカタログ等を作成し、郵便局が無償でカタログ配布を行っていた通信販売のサービスについては販売手数料を徴収するようになった。
- 2007年10月15日より「年賀状印刷サービス」の展開を日本全国で開始した。これは従前からコンビニエンスストアやスーパーマーケットなどで取り扱われていた印刷会社の年賀状印刷サービスと同様の注文を郵便局窓口で受け付けるものである。はがきの名入れ印刷・送付がセットになっており、自分で購入した年賀はがき等の持ち込み印刷は受付できない。また、喪中はがきの印刷も受付している。

### JPローソン
JPローソンは、郵便局および日本郵政の施設内に出店する形態のコンビニエンスストアである。2008年2月にローソンと業務提携し、株式会社郵便局物販サービス（2012年3月までは日本郵便←郵便局会社）が運営するローソンのフランチャイズ店舗という位置づけである。同年8月開店の日本橋郵便局を皮切りに10店舗余り展開されている。
日本郵政公社時代から展開された『ポスタルローソン』は、郵便局内の敷地をローソンに貸し出して同社が店舗運営を行う形態であるという点が異なる。ポスタルローソンは順次JPローソンに切り替えられる予定であるが、2014年3月現在も北海道庁赤レンガ店（日本郵政グループ札幌ビル内）など残存している。
また、日本郵政グループの運営ではないものの、郵便局とローソンを隣接させた店舗（東京ドームシティ内や京都府立医科大学内など）や、過疎地のローソン店内に簡易郵便局を設置した店舗が存在する。

### 郵便局のお取次ぎ
2008年7月16日に一般企業が提供する各種サービスのチラシやパンフレットを郵便局に設置し、申込を斡旋する総合生活取次ぎサービス（通称『郵便局のお取次ぎ』）が発表され、同年8月より首都圏の一部郵便局から順次展開し、2010年（平成22年）2月より全国展開を開始した（簡易局は同年4月より）。郵政民営化当初から新たな手数料ビジネスとして期待されていたが、2014年3月31日を以ってサービスを終了した。
主な“お取次ぎ”は以下の通り
- 引越し- 日本通運（既に終了）・アート引越センター・サカイ引越センター
- ホームセキュリティ（既に終了） - セコム・綜合警備保障
- ハウスクリーニング（既に終了） - ダスキン
- ブロードバンドインターネット接続 - フレッツ（回線契約のみ。NTT東日本/西日本）・auひかり
- 携帯電話 - NTTドコモ・ソフトバンクモバイル・au（KDDI/沖縄セルラー電話連合）（2009年8月から10月にかけて首都圏で展開開始）
  - 郵便局でパンフレットを入手の上、自分の連絡先等とパンフレットに取次番号（入手した店舗の取扱店番号(局所コード)プラス個別番号2文字で構成。特に記入されていない場合は、「00」となる）を専用のコールセンターのオペレーターに伝える必要があり、その上でキャリアショップ等に来店ないしは電話後に送付される書類の返送によるゆうパックでの受け取る。郵便局の窓口での契約申込自体はできない。一部の通信キャリアは取次番号さえあれば電話をかけずにインターネットでの申込も可能であった。2012年現在は各オペレーターとも取次専用番号へ電話をかける形式に一本化されており、通信キャリアにより後日送付されるクーポン券（有効期限あり）を持って販売店（キャリアショップ以外も可）に足を運ぶか、電話をかける前に郵便局で入手した局所コード・個別番号入りのパンフレット・電話した際に伝えられる受付番号を持って事前に電話で予約したキャリアショップに足を運ぶかのいずれかになっており、インターネット取次はできなくなっている。
  - ディズニー・モバイルは、2011年2月よりソフトバンクモバイルの取次方法により、郵便局取次での申し込みが可能となっており、NTTドコモについては、取次サービス開始当初からmova巻き取りによるFOMAへの変更についても取次対象となっている。なお、NTTドコモの「FOMA→FOMAないしはXi」への変更およびau（KDDI/沖縄セルラー電話連合）のcdmaOne/CDMA 1X（現・au 3G）等から、新800MHz帯に対応し、au ICカードに対応した機種・サービス等への巻き取りによる機種変更、iPhone 4Sおよびデジタルフォトフレームやぷりペイド携帯電話の新規契約そして機種変更・買増、ソフトバンクモバイルの機種変更・買増およびホワイトプランの加入ができない端末の新規契約（データ・モジュール系端末やiPadなど）については、取次を行わないか、取次自体は行うが「郵便局のお取次」としての特典はないなどの形となっている。

### 生命保険商品代理店業務
2008年10月よりかんぽ生命保険の商品では対応できない補償をカバーする、日本郵政グループ外の生命保険会社が郵便局向けに開発した保険商品を保険代理店として保険担当者が募集契約を行う。2008年10月より日本生命保険と東京海上あんしん生命保険の法人向け保険商品、アメリカンファミリー生命保険会社（アフラック）のがん保険と住友生命保険の民間医療保険（第三分野保険商品）を販売を開始。

### 損害保険商品代理店業務
2007年10月より損害保険会社7社（当時）と代理店契約を締結し、自動車保険の募集契約を保険担当者が行う。生命保険とは異なり、乗り合い型代理店として各社と保険料や補償内容を比較して申込ができるようになっている。当初は東京支社・関東支社・南関東支社内の一部郵便局に限定されていたが、後に全国展開されている。

### 文房具の販売
JPローソンで行われていた封筒・便箋・バースデーカードや筆記用具など文房具の販売を2009年6月より全国の郵便窓口で開始した（一部局をのぞく）。

### メディア事業
- 2007年11月より、日本郵政グループが特別協賛した映画『ポストマン』の前売券を簡易郵便局を除く全国約2万の郵便窓口で販売し、興行チケットの販売（プレイガイド）事業に参入した。しかしながら興行チケットの販売は同作のみとなっており、事実上撤退となっている。
- 2008年10月よりフリーペーパー『モヨリノ』を創刊。タレントなどによる郵便のエピソードを絡めたインタビュー記事と、日本郵政グループの事業会社社員が顔写真付きで各社のサービスをPRする内容となっている。このスタイルは2007年創刊のMUFGの個人投資家向けディスクロージャー誌「MUFGのある暮らし」と類似していた。2011年3月発行の11号をもって休刊。
- 2011年（平成23年）12月より『郵便局かわら版』を創刊。基本的内容はあまり変わらないものの簡素化されタブロイド判となっている。

## 店舗

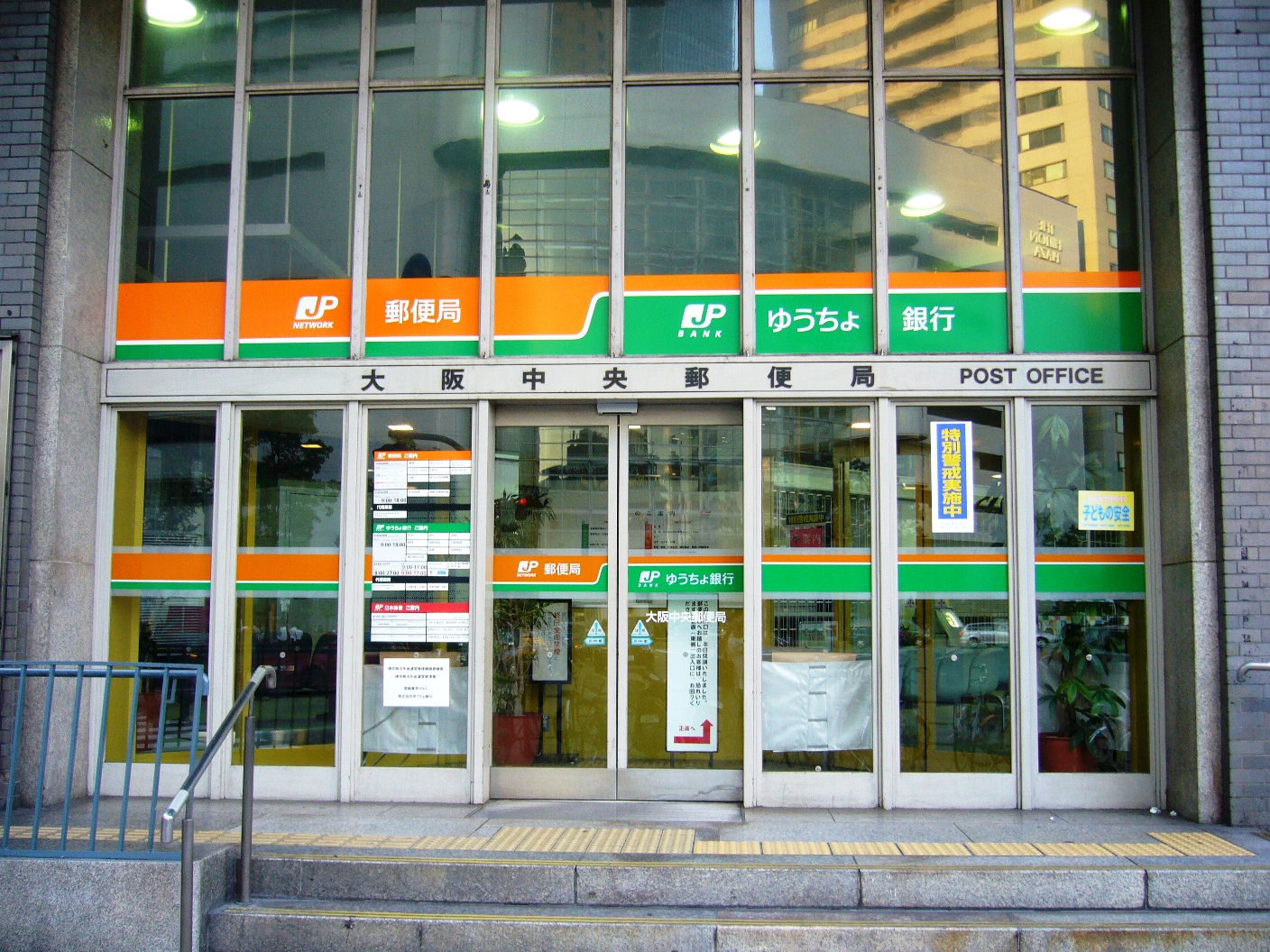
大阪中央郵便局・ゆうちょ銀行大阪支店の入口。郵便局・ゆうちょ銀行両社のロゴが併記されている。

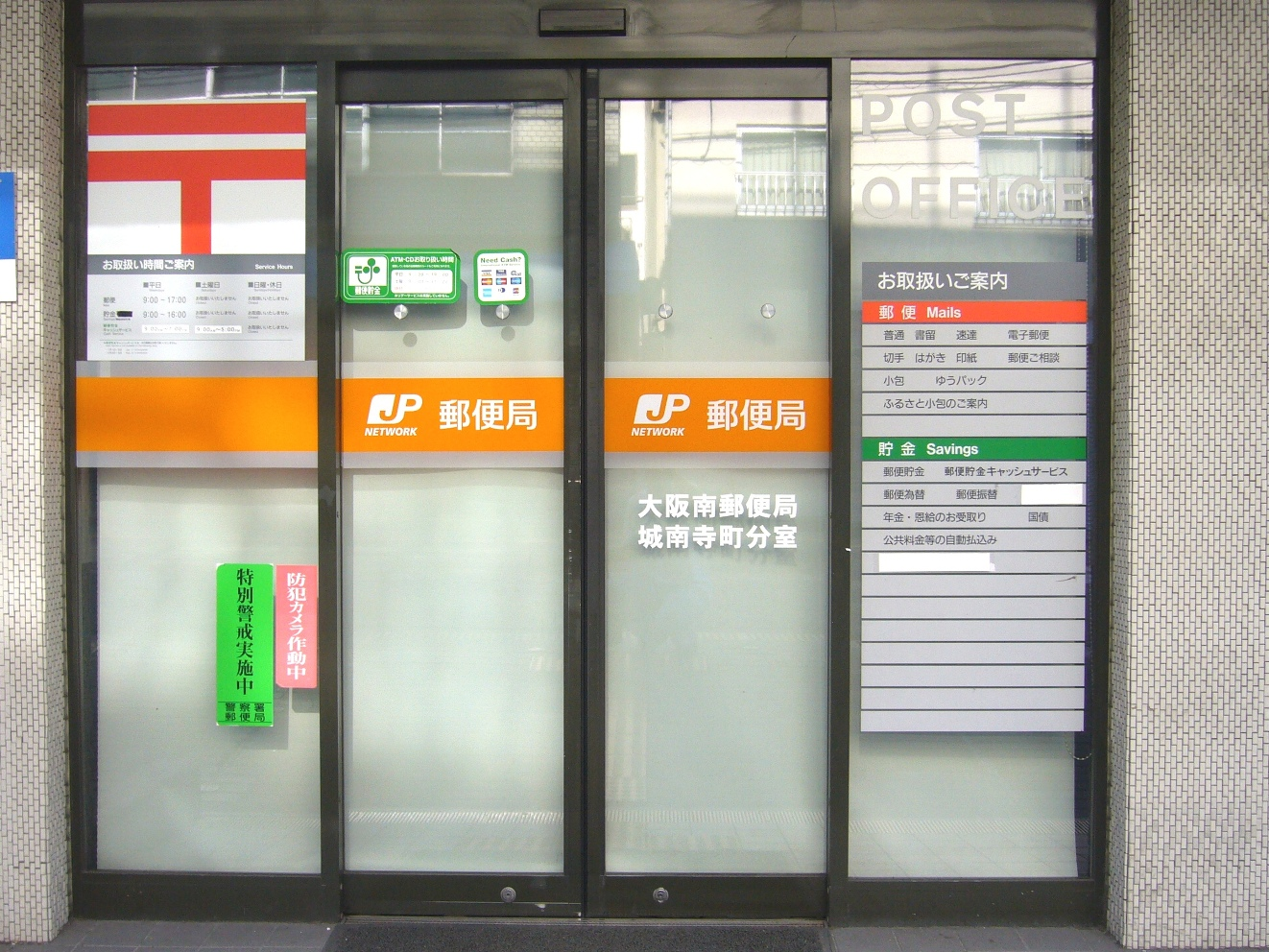
大阪南郵便局城南寺町分室入口付近。一般的な民営化後の郵便局入口のスタイル。

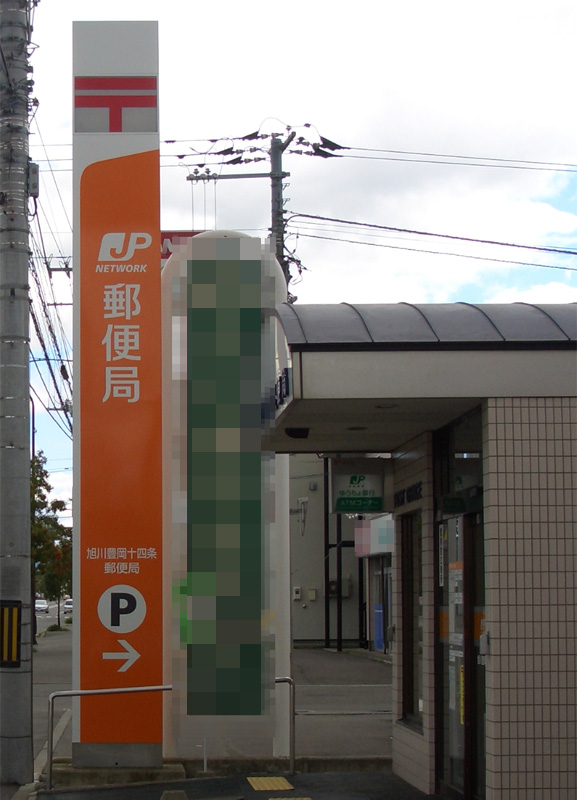
北海道旭川市において

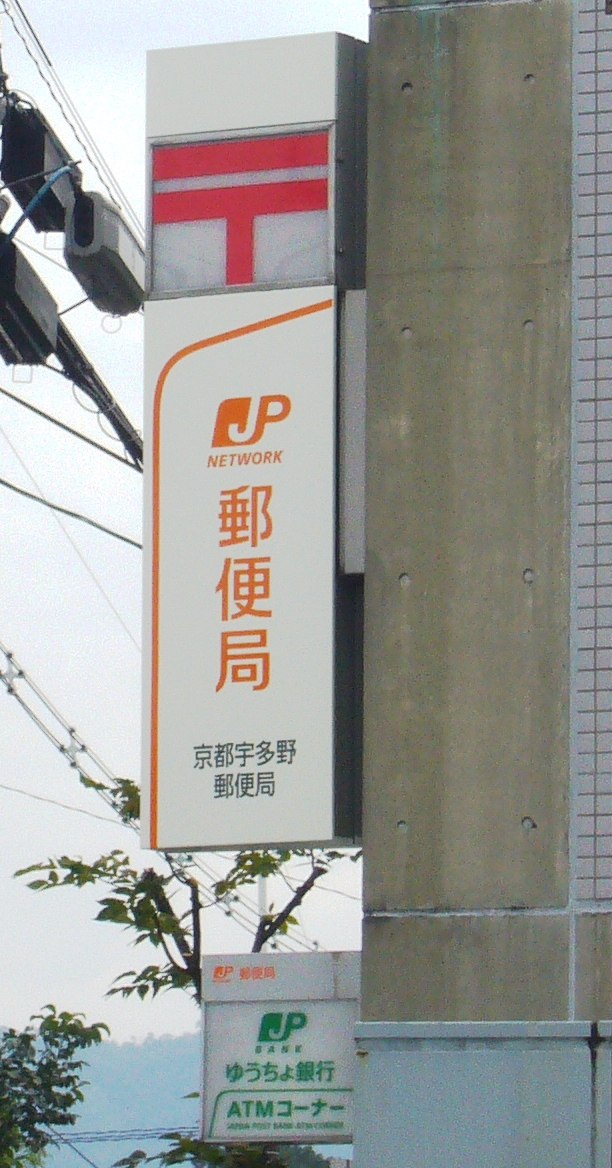
京都市バージョンの白地の看板

郵便事業（日本郵便）直営となる旧郵便専門局を除く全ての郵便局が郵便局会社の店舗となった。その際、普通郵便局・特定郵便局の分類は廃止され、すべて郵便局会社の管理下に置かれた。唯一、簡易郵便局の分類は残されたが、民営化によって業務内容や設置方法等が変わった。
郵便の集配業務は日本郵便に移管されたため、ゆうゆう窓口を除く全ての窓口と貯金、保険の渉外のみが民営化後の「郵便局」ということになった。また、ゆうちょ銀行直営店が設置される局の窓口では、郵便局会社による貯金のサービスは実施されず、郵便・保険のみのサービスとなる。なお、かんぽ生命保険については直営店設置の局であっても、窓口業務はすべて郵便局会社が担当する。このため、日本郵便支店、ゆうちょ銀行支店、かんぽ生命支店が併設して置かれている郵便局においては局長とは別に各会社の支店長が存在している。
ゆうちょ銀行直営店が設置された局では、出入口に郵便局会社と銀行のロゴマーク・店名・コーポレートカラーが表示（一部の局では看板も設置）され、局内は窓口サインの色の違いや郵便局会社と銀行の事務室が壁で仕切られており、ゆうちょ銀行の直営店であることが分かるようになる。
ゆうちょ銀行とかんぽ生命保険は「完全民営化・グループからの分離」が当初の最終方針となっていたため、郵便局以外の場所に設置された直営店がある（単独店舗である秋田市と郡山市のゆうちょ銀行直営店はかつての貯金事務センターの建物に設置された）。かんぽ生命の直営店は法人業務のみに特化しており、一部支店を郵便局以外の場所に設けた。
郵便物（主に特殊取扱の郵便物やゆうパック）の消印、差出人控等の受付印等に使われる日付印を郵便局会社で押した場合、年のところにアンダーバーが入った。なお、郵便事業の日付印にはアンダーバーはない。これらの区別は郵便事業再統合で廃止された。
一部の郵便局局舎（主に旧集配郵便局に多い）は郵便事業株式会社が所有・管理していたものがあって、この場合郵便局会社はもちろん、併設されているゆうちょ銀行直営店・かんぽ生命直営店は郵便事業株式会社に家賃を払って入居するかたちをとっていた。また、郵便局前にある郵便ポストは郵便事業会社の管轄となっていた。これらも再統合後に管理が日本郵便に一本化された。
現金や信書などを扱うため郵便局には防犯カメラが設置されているが、防犯カメラがあると郵便局員のやる気が落ちるという理由で、撤去されることになった。費用はおよそ32億円が掛かる予定である。
民営化後に、郵便局店舗ごとに「局所コード」と呼ばれる6桁の番号が別途符番されているが、これは従来からの5桁の局番号の後に0を追加して6桁にしたものである。これは、ゆうちょ銀行の取扱店番号を6桁で表示する場合と同じ法則となっており、分室の場合は親局の局番号の後につくアルファベット部分を数字に置き換えたものとなる（たとえば、局番号が87001の郵便局の場合、局所コードは870010となる。また、局番号が87001Aの分室の場合、局所コードは870011のようになる）。

### 郵便局名
基本的に旧公社時代からの名称を継承したが、同じ建物に入っている郵便事業会社、ゆうちょ銀行、かんぽ生命の各支店は郵便局の名称と異なる場合があった。基本的に中央郵便局と同じ建物に入っている場合は名称に「中央」が入らず、同名の郵便局があって名称が重複する場合は地名が付くなどの違いがあった。

#### 同居する施設名と異なる局名

##### 郵便事業会社の支店名と異なる
- 郵便局株式会社東京中央郵便局／郵便事業会社銀座支店JPタワー内分室（東京都千代田区）
- 郵便局株式会社富山中央郵便局／郵便事業会社富山南支店富山駅前分室（富山県富山市）
- 郵便局株式会社大阪中央郵便局／郵便事業会社大阪支店大阪駅前分室（大阪市北区）
- 郵便局株式会社名古屋中央郵便局／郵便事業会社名古屋支店（名古屋市西区）…他、東京中央・大阪中央・富山中央以外の「中央局」に併設されている郵便事業の支店名は、すべて中央が取れた支店名となる。ただし、日本郵便移行後の例外として、集配機能が統合あるいは分割により、集配機能が消滅した局の跡地に継承先の集配局の分室としてゆうゆう窓口が継続して設置されたケースでは、「○○中央分室」となったケースもある(神奈川郵便局横浜中央分室や川崎港郵便局川崎中央分室など)。
- 郵便局株式会社深川郵便局／郵便事業会社北海道深川支店（北海道深川市）…深川郵便局は東京都江東区にもあり、こちらに併設されている郵便事業の支店名は深川支店である。
- 郵便局株式会社大泉郵便局／郵便事業会社群馬大泉支店（群馬県邑楽郡大泉町）…大泉郵便局は東京都練馬区にもあり、こちらに併設されている郵便事業の支店名は大泉支店である。
- 郵便局株式会社千歳郵便局／郵便事業会社東京千歳支店（東京都世田谷区）…千歳郵便局は北海道千歳市にもあり、こちらに併設されている郵便事業の支店名は千歳支店である。
- 郵便局株式会社緑郵便局／郵便事業会社横浜緑支店（横浜市緑区）…緑郵便局は名古屋市緑区にもあり、こちらに併設されている郵便事業の支店名は名古屋緑支店である。
- 郵便局株式会社橋本郵便局／郵便事業会社相模原橋本支店（神奈川県相模原市）…橋本郵便局は和歌山県橋本市にもあり、こちらに併設されている郵便事業の支店名は橋本支店である。
- 郵便局株式会社緑郵便局／郵便事業会社名古屋緑支店（名古屋市緑区）…緑郵便局は横浜市緑区にもあり、こちらに併設されている郵便事業の支店名は横浜緑支店である。
- 郵便局株式会社上野郵便局／郵便事業会社伊賀上野支店（三重県伊賀市）…上野郵便局は東京都台東区にもあり、こちらに併設されている郵便事業の支店名は上野支店である。
- 郵便局株式会社柏原郵便局／郵便事業会社丹波支店（兵庫県丹波市）…柏原郵便局は大阪府柏原市にもあり、こちらに併設されている郵便事業の支店名は柏原支店である。なお大阪は「かしわら」、兵庫は「かいばら」で読みは異なる。
- 郵便局株式会社大野郵便局／郵便事業会社廿日市大野支店（広島県廿日市市）…大野郵便局は福井県大野市にもあり、こちらに併設されている郵便事業の支店名は大野支店である。
- 郵便局株式会社小郡郵便局／郵便事業会社山口小郡支店（山口県山口市）…小郡郵便局は福岡県小郡市にもあり、こちらに併設されている郵便事業の支店名は小郡支店である。
- 郵便局株式会社大津郵便局／郵便事業会社肥後大津支店（熊本県菊池郡大津町）…大津中央郵便局（滋賀県大津市）に併設されている郵便事業の支店名は大津支店である。なお滋賀は「おおつ」、熊本は「おおづ」で読みは異なる。
- 郵便局株式会社四日市郵便局／郵便事業会社宇佐四日市支店（大分県宇佐市）…四日市郵便局は三重県四日市市にもあり、こちらに併設されている郵便事業の支店名は四日市支店である。運送上の理由により、普通局の長洲郵便局（宇佐市）・豊後高田郵便局（豊後高田市）や、市名と同一の宇佐郵便局ではなく、特定局だった四日市局に支店が設けられた珍しい例である。
- 郵便局株式会社宮古郵便局／郵便事業会社宮古島支店（沖縄県宮古島市）…宮古郵便局は岩手県宮古市にもあり、こちらに併設されている郵便事業の支店名は宮古支店である。

ポストで収集された郵便物はそれぞれ「大阪」「横浜」「北海道深川」「群馬大泉」「東京千歳」「横浜緑」「相模原橋本」「名古屋緑」「伊賀上野」「丹波」「廿日市大野」「山口小郡」「肥後大津」「宇佐四日市」「宮古島」の消印が押された。

##### ゆうちょ銀行の店名と異なる
郵便事業の支店同様、「中央局」に併設された直営店は、すべて中央が取れた支店名・店名となる(日本郵便移行後の例外として、2015年12月に当時の名古屋中央郵便局名古屋駅前分室から移転改称した、名古屋中央郵便局と同時に移転し、ゆうちょ銀行名古屋駅前店から改称して発足した名古屋中央店がある)。
- 郵便局株式会社北海道庁赤れんが前郵便局／ゆうちょ銀行札幌支店（札幌市中央区）※統括店
- 郵便局株式会社仙台中郵便局／ゆうちょ銀行仙台支店（仙台市青葉区）※統括店
- 郵便局株式会社名古屋中郵便局／ゆうちょ銀行名古屋支店（名古屋市中区）※統括店
- 郵便局株式会社広島中郵便局／ゆうちょ銀行広島支店（広島市中区）※統括店
- 郵便局株式会社熊本城東郵便局／ゆうちょ銀行熊本支店（熊本県熊本市）※統括店
- 郵便局株式会社美栄橋郵便局／ゆうちょ銀行那覇支店（沖縄県那覇市）※統括店
- 郵便局株式会社函館北郵便局／ゆうちょ銀行函館店 - 札幌支店函館出張所（北海道函館市）
- 郵便局株式会社筑波学園郵便局／ゆうちょ銀行つくば店 - さいたま支店つくば出張所（茨城県つくば市）
- 郵便局株式会社浦和中郵便局／ゆうちょ銀行浦和店 - さいたま支店浦和出張所（さいたま市浦和区）
- 郵便局株式会社松戸北郵便局／ゆうちょ銀行松戸店 - さいたま支店松戸出張所（千葉県松戸市）
- 郵便局株式会社板橋西郵便局／ゆうちょ銀行板橋店 - 本店板橋出張所（東京都板橋区）
- 郵便局株式会社杉並南郵便局／ゆうちょ銀行杉並店 - 本店杉並出張所（東京都杉並区）
- 郵便局株式会社八王子駅前郵便局／ゆうちょ銀行八王子店 - 本店八王子出張所（東京都八王子市）
- 郵便局株式会社緑郵便局／ゆうちょ銀行横浜緑店 - さいたま支店横浜緑出張所（横浜市緑区）
- 郵便局株式会社緑郵便局／ゆうちょ銀行名古屋緑店 - 名古屋支店名古屋緑出張所（名古屋市緑区）
- 郵便局株式会社名古屋中央郵便局名古屋駅前分室／ゆうちょ銀行名古屋駅前店 - 名古屋支店名古屋駅前出張所（名古屋市中村区）※郵便局会社の分室にゆうちょ銀行直営店が設置された唯一の例だったが、日本郵便移行後の2015年12月、従来の名古屋中央局が名古屋西局に改称し、従来の名古屋駅前分室が移転の上で名古屋中央局に改称・昇格した際に、同時に移転し、名古屋中央店に改称された。このため、唯一中央局併設店舗ながら、中央店を冠する店舗となった。
- 郵便局株式会社高槻駅前郵便局／ゆうちょ銀行高槻店 - 大阪支店高槻出張所（大阪府高槻市）
- 郵便局株式会社須磨北郵便局／ゆうちょ銀行須磨店 - 大阪支店須磨出張所（神戸市須磨区）
- 郵便局株式会社尼崎北郵便局／ゆうちょ銀行尼崎店 - 大阪支店尼崎出張所（兵庫県尼崎市）
- 郵便局株式会社奈良西郵便局／ゆうちょ銀行奈良店 - 大阪支店奈良出張所（奈良県奈良市）
- 郵便局株式会社鹿児島東郵便局／ゆうちょ銀行鹿児島店 - 熊本支店鹿児島出張所（鹿児島県鹿児島市）

民営化当初は、福岡店が福岡東郵便局に併設されていたが、後に福岡東店に改称されている（福岡東局への併設は変更なし）。

##### かんぽ生命の支店名と異なる
郵便事業の支店同様、「中央局」に併設された直営店は、すべて中央が取れた支店名となる。
- 郵便局株式会社横浜港郵便局／かんぽ生命保険横浜支店（横浜市中区）※統括支店
- 郵便局株式会社福島東郵便局／かんぽ生命保険福島支店（福島県福島市）
- 郵便局株式会社倉賀野郵便局／かんぽ生命保険群馬支店（群馬県高崎市）
- 郵便局株式会社川越西郵便局／かんぽ生命保険川越支店（埼玉県川越市）
- 郵便局株式会社八王子駅前郵便局／かんぽ生命保険八王子支店（東京都八王子市）
- 郵便局株式会社竜王郵便局／かんぽ生命保険山梨支店（山梨県甲斐市）
- 郵便局株式会社新潟中郵便局／かんぽ生命保険新潟支店（新潟市中央区）
- 郵便局株式会社越後宮内郵便局／かんぽ生命保険長岡支店（新潟県長岡市）
- 郵便局株式会社西春郵便局／かんぽ生命保険北名古屋支店（愛知県北名古屋市）
- 郵便局株式会社四日市松原郵便局／かんぽ生命保険四日市支店（三重県四日市市）
- 郵便局株式会社大津瀬田郵便局／かんぽ生命保険大津支店（滋賀県大津市）
- 郵便局株式会社姫路南郵便局／かんぽ生命保険姫路支店（兵庫県姫路市）
- 郵便局株式会社佐賀北郵便局／かんぽ生命保険佐賀支店（佐賀県佐賀市）

### 車両型郵便局（移動郵便局）
移動郵便局は昭和初期には登場していた。
災害などで通常の業務や利用が困難になった場合、車両型郵便局を派遣して簡易的な業務を執り行う事が出来るため東北地方太平洋沖地震などで臨時営業で利用された。

## 各年度業績
（単位：億円）

| 決算期      | 営業収益 | 営業利益 | 経常利益 | 法人税等 | 純利益 |
| ----------- | -------- | -------- | -------- | -------- | ------ |
| 平成20年3月 | 6,158    | 75       | 185      | 137      | 46     |
| 平成21年3月 | 12,932   | 683      | 838      | 399      | 408    |
| 平成22年3月 | 12,639   | 521      | 624      | 277      | 329    |
| 平成23年3月 | 12,563   | 495      | 582      | 228      | 306    |
| 平成24年3月 | 12,084   | 334      | 427      | 212      | 188    |